# NGC 5610
NGC 5610 é uma galáxia espiral barrada (SBab) localizada na direcção da constelação de Boötes. Possui uma declinação de +24° 36' 52" e uma ascensão recta de 14 horas, 24 minutos e 23,0 segundos.
A galáxia NGC 5610 foi descoberta em 19 de Maio de 1784 por William Herschel.